# Fanny Roos
Fanny Matilda Charlotta Roos (* 2. Januar 1995 in Ljungby) ist eine schwedische Leichtathletin, die im Kugelstoßen sowie im Diskuswurf an den Start geht.

## Sportliche Laufbahn
Erste internationale Erfahrungen sammelte Fanny Roos im Jahr 2011, als sie bei den Jugendweltmeisterschaften nahe Lille mit einer Weite von 13,54 m mit der 3-kg-Kugel den zehnten Platz belegte. Im Jahr darauf schied sie bei den Juniorenweltmeisterschaften in Barcelona mit 14,32 m bereits in der Qualifikation aus und bei den Junioreneuropameisterschaften 2013 in Rieti erreichte sie mit 15,82 m Rang fünf. 2014 wurde sie bei den Juniorenweltmeisterschaften in Eugene mit neuem schwedischen Juniorinnenrekord von 16,29 m den sechsten Platz. 2015 schied sie dann bei den Halleneuropameisterschaften in Prag mit 16,61 m in der Vorrunde aus und bei den U23-Europameisterschaften in Tallinn wurde sie mit einem Stoß auf 16,73 m Vierte. Im Jahr darauf scheiterte sie bei den Europameisterschaften in Amsterdam 16,11 m in der Qualifikation aus.
2017 verpasste sie bei den Leichtathletik-Halleneuropameisterschaften in Belgrad als Vierte mit 18,13 m nur knapp eine Medaille und stellte damit einen neuen schwedischen Hallenrekord auf. In der Freiluftsaison verbesserte sie mehrmalig den schwedischen U23-Rekord und qualifizierte sich im Juni mit einem Wurf über 18 Meter für die Weltmeisterschaften in London. Bei den U23-Europameisterschaften im polnischen Bydgoszcz gewann sie mit 18,14 m überlegen die Goldmedaille vor der Polin Klaudia Kardasz. Bei den Weltmeisterschaften schied sie dann aber mit 17,31 m in der Qualifikation aus. Im Jahr darauf stieß sie bei den Hallenweltmeisterschaften in Birmingham die Kugel auf 17,23 m und wurde damit 13. Im August nahm sie an den Europameisterschaften in Berlin teil und klassierte sich dort mit einer Weite von 17,09 m auf Rang elf und bei den Halleneuropameisterschaften 2019 in Glasgow wurde sie mit 18,21 m Sechste. Anfang Oktober startete sie erneut bei den Weltmeisterschaften in Doha, verpasste dort aber mit 18,01 m den Finaleinzug. Zwei Jahre später verbesserte sie bei den Halleneuropameisterschaften in Toruń ihren eigenen nationalen Hallenrekord auf 19,29 m und gewann damit die Silbermedaille hinter der Portugiesin Auriol Dongmo. Anfang Juni siegte sie mit 18,56 m beim Göteborg Friidrott GP und kurz darauf mit neuem Landesrekord von 19,33 m beim Sollentuna GP. Nur zwei Tage darauf steigerte sie sich beim Kladno hází a Kladenské memoriály auf 19,34 m und siegte dann mit 18,75 m beim Karlstad GP. Im August erreichte sie bei den Olympischen Spielen in Tokio das Finale und belegte dort mit 18,91 m den siebten Platz. Im September wurde sie bei Weltklasse Zürich mit 18,75 m Dritte.
2022 startete sie bei den Hallenweltmeisterschaften in Belgrad und klassierte sich dort mit Saisonbestleistung von 19,22 m auf dem vierten Platz. Anfang Juli siegte sie mit 18,59 m beim Karlstad GP und anschließend gelangte sie bei den Weltmeisterschaften in Eugene mit 18,27 m im Finale auf Rang elf. Daraufhin wurde sie bei den Europameisterschaften in München mit 18,55 m Vierte. Im Jahr darauf gewann sie bei den Halleneuropameisterschaften in Istanbul mit 18,42 m die Bronzemedaille hinter der Portugiesin Auriol Dongmo und Sara Gambetta aus Deutschland. Im August startete sie bei den Weltmeisterschaften in Budapest und schied dort mit 18,41 m in der Qualifikationsrunde aus. 2024 gelangte sie bei den Hallenweltmeisterschaften in Glasgow mit 18,21 m auf den neunten Platz und im Juni belegte sie bei den Europameisterschaften in Rom mit 18,26 m Rang sechs. Anschließend gelangte sie bei den Olympischen Sommerspielen in Paris mit 18,78 m im Finale auf den siebten Platz.
2025 erreichte sie bei den Halleneuropameisterschaften in Apeldoorn das Finale und belegte dort mit 19,11 m den vierten Platz und auch bei den Hallenweltmeisterschaften in Nanjing zwei Wochen später wurde sie mit 19,28 m Vierte.
In den Jahren von 2014 bis 2023 sicherte sich Roos jedes Jahr den schwedischen Meistertitel im Kugelstoßen im Freien und gewann 2019 auch den Titel im Diskuswurf. Auch in der Halle sicherte sie sich zwischen 2014 und 2022 und 2025 den Titel.

## Persönliche Bestleistungen
- Kugelstoßen: 19,42 m, 6. August 2022 in Chorzów
- Diskuswurf: 57,17 m, 26. August 2020 in Växjö